# Palisota thollonii
Palisota thollonii är en himmelsblomsväxtart som beskrevs av Henri Hua. Palisota thollonii ingår i släktet Palisota och familjen himmelsblomsväxter. Inga underarter finns listade.